# Playa de Rodiles

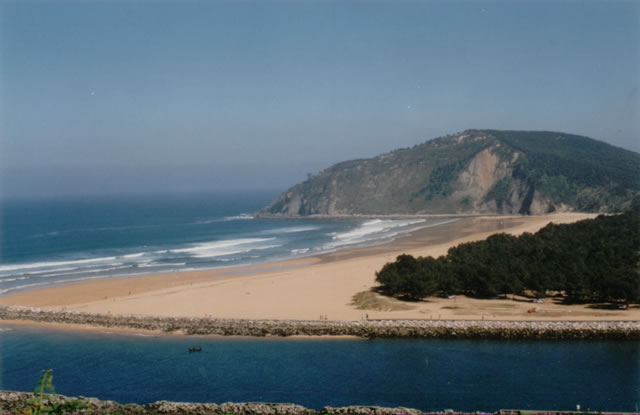
Vista de la playa.

La playa de Rodiles es una playa del litoral oriental asturiano perteneciente al concejo de Villaviciosa, localizada en el lado oriental de la desembocadura de la ría de Villaviciosa. El extremo occidental de la Playa de Rodiles se comunica con la Playa de Misiego, situada en el delta de la ría. En el otro lado de la desembocadura de la ría, se encuentra la Playa de El Puntal. 
La Playa de Rodiles tiene una longitud aproximada de 1000 m. Es una playa de arena fina y tostada. Apta para la práctica de varios deportes, principalmente el surf, lo que junto a la belleza del paisaje atrae a un gran número de turistas convirtiéndola en una playa muy popular que cuenta con numerosos servicios como área de pícnic, kiosco, restaurantes, camping, aseos, duchas, vestuarios,  servicio de limpieza, aparcamiento, puesto de la Cruz Roja y equipo de salvamento. Cuenta también con un amplio merendero situado en un frondoso pinar de eucaliptos que se extiende a lo largo de toda la playa y que está perfectamente acondicionado para comidas campestres y zonas de descanso.
Rodiles es un tramo del litoral de la Costa del Jurásico Asturiana (o Costa de los Dinosaurios), área de gran interés arqueológico debido al hallazgo de numerosos yacimientos del período jurásico formados por rocas en las que se encuentran impresas huellas de Dinosaurios. Los yacimientos de los acantilados cercanos a Tazones y los yacimientos de icnitas de Villaviciosa, se encuentran muy próximos a ella.
La Playa de Rodiles pertenece a la Reserva Natural Parcial de la Ría de Villaviciosa en la conocida como Costa Oriental de Asturias.
En el ámbito del deporte del surf, la ola producida en la desembocadura de la ría conocida como 'la Barra' está incluida dentro de las 100 mejores olas del mundo y entre las 4 mejores de Europa y trae a la comarca turismo de todo el mundo .
Por desgracia este indudable atractivo turístico tiene los días contados por una desafortunada decisión política de dragar la bocana para dar salida a un proyecto de pantalanes para yates deportivos y de lujo.      

## Servicios
- Aseos
- Aparcamientos
- Duchas
- Teléfono
- Papeleras
- Servicio de limpieza
- Pasarelas de acceso
- Servicio de Salvamento
- Chiringuitos